# Bhadesar
Bhadesar fou una de les thikanes tributarias del maharana de Mewar (Udaipur) governada per la família Chundawar del clan sisòdia rajput, amb títol de rawat.
La thikana fou concedida a Bhairav Singh, segon fill del rawat Bhim Singh de Salumber vers el 1800. Després va passar a Hamir Singh, fill del rawat Sardar Singh de Chawand que va morir el 1855 i el va succeir Umaid Singh; a la mort d'aquest va pujar al tron el rawat Bhupal Singh, fill del rawat Sobhag Sing de Chawand o Chavand; després d'aquest la tikhana va passar al rawat Takhat Singh, adoptat dins de la branca de Chawand.